# Wat Mahathat Yuwaratrangsarit
 (novembre 2023).
Si vous disposez d'ouvrages ou d'articles de référence ou si vous connaissez des sites web de qualité traitant du thème abordé ici, merci de compléter l'article en donnant les références utiles à sa vérifiabilité et en les liant à la section « Notes et références ».
Le Wat Mahathat Yuwaratrangsarit (thaï : วัดมหาธาตุยุวราชรังสฤษฎิ์) est un temple bouddhiste localisé dans la rive droite de la ville de Bangkok en Thaïlande. C'est l'un des dix temples de classe hautes en Thaïlande (thaï : พระอารามหลวง ชั้นเอก ชนิดราชวรมหาวิหาร) in Bangkok.

## Histoire
Construit pendant le Royaume d'Ayutthaya (de 1351 à 1767), le temple a été connu sous le nom de Wat Salak. Peu après que la ville de Bangkok fut établie comme la capitale du royaume de Siam, le temple est devenu, lui, un lieu situé dans un endroit stratégique, c'est-à-dire entre le nouveau bâtiment du Palais Royal et du Palais du Front (résidence du Uparaja (vice-roi)), encore aujourd'hui debout. De ce fait, le temple a été utilisé en tant que lieu où se déroulaient la plupart des cérémonies et funérailles royales.
À travers les deux siècles passés, le temple a été rénové par de nombreux rois Thaï ainsi que par de nombreuses royautés. C'est devenu le Wat Mahathat de Bangkok en 1803. Le nom actuel a été donné, quant à lui, en 1996. Ce même temple est également le lieu où se situe le centre de Méditation Vipassana, haut lieu de la tradition bouddhique.
Aujourd'hui, le complexe est composé de nombreux passages ainsi que d'une pagode, et de l'université de Mahachulalongkornrajavi-dyalaya.

## Université
L'université de Mahachulalongkornrajavidyalaya, la plus ancienne université de haut degré d'institution des moines en Thaïlande se trouve dans ce même temple. C'est l'une des universités les plus importantes de Thaïlande, divisée elle-même avec la faculté des sciences humaines, les sciences sociales, un programme international ainsi qu'une université. La toute première classe a commencé en 1889. La génération de cette dernière s'est vu attribuer son diplôme devant le premier ministre de l'époque, et, en 1997, les deux universités (la nouvelle ainsi que l'ancienne) sont devenues publiques.

## Galerie

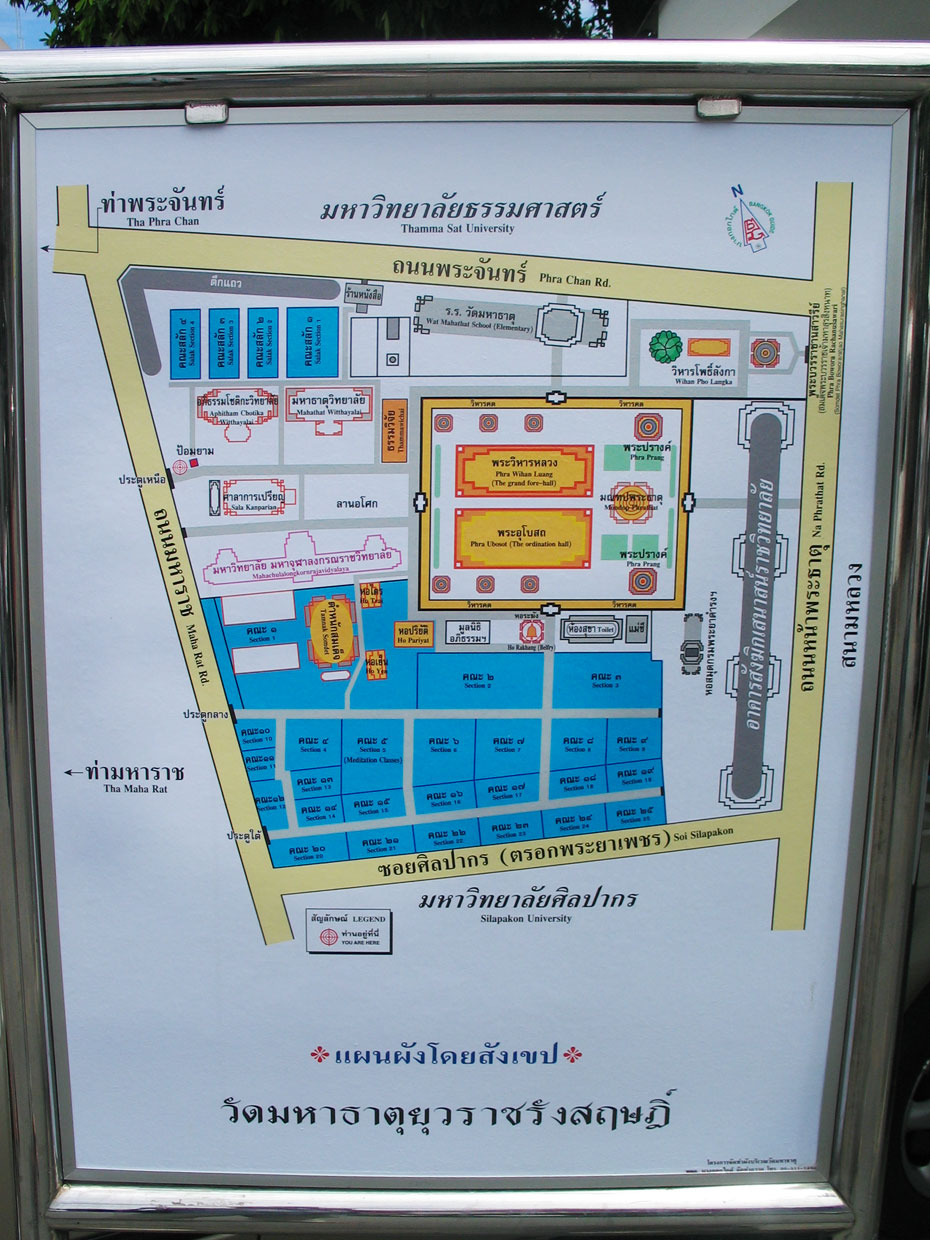
Plan

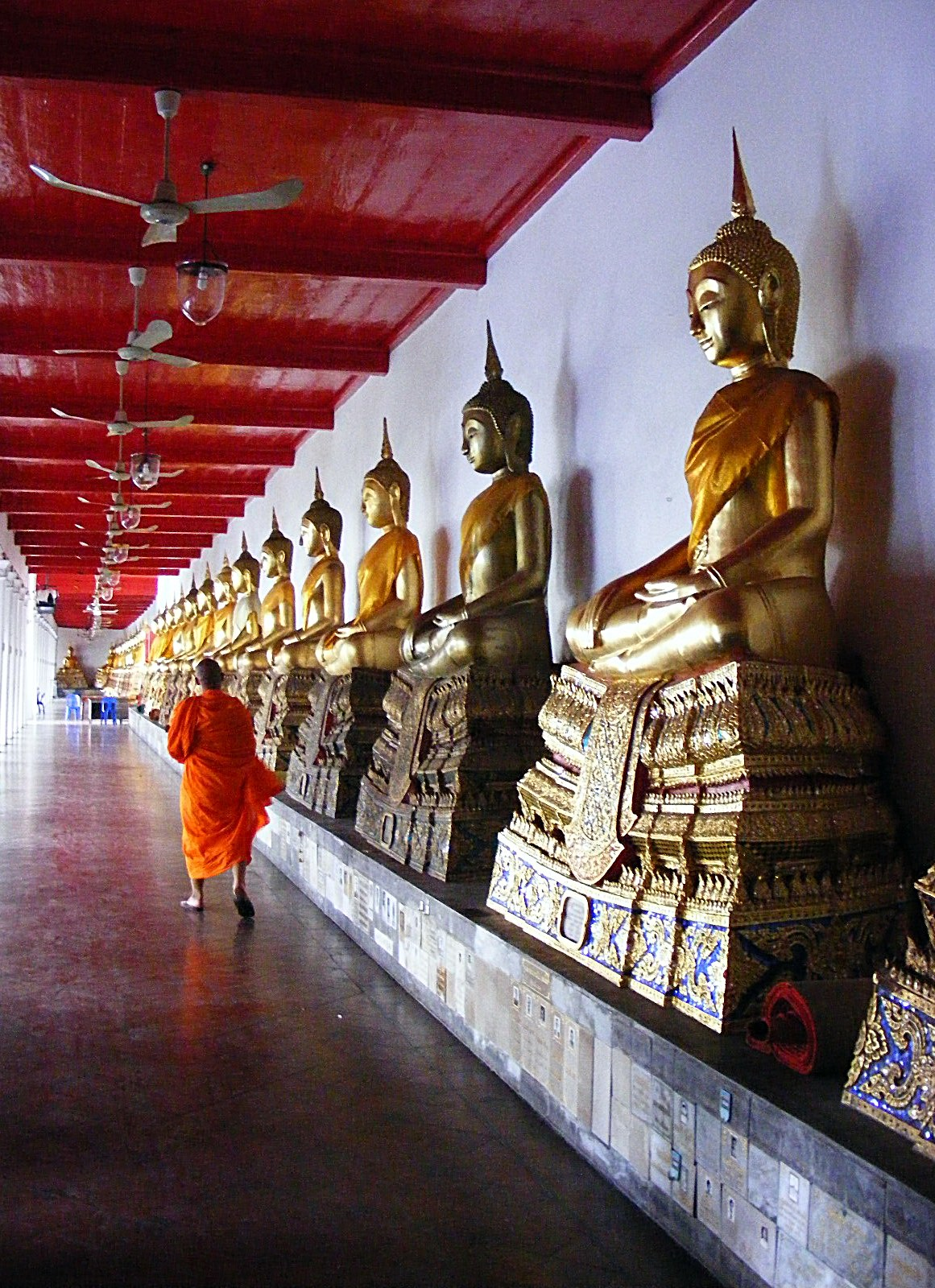
Des idoles de Bouddha dans le passage d'un temple
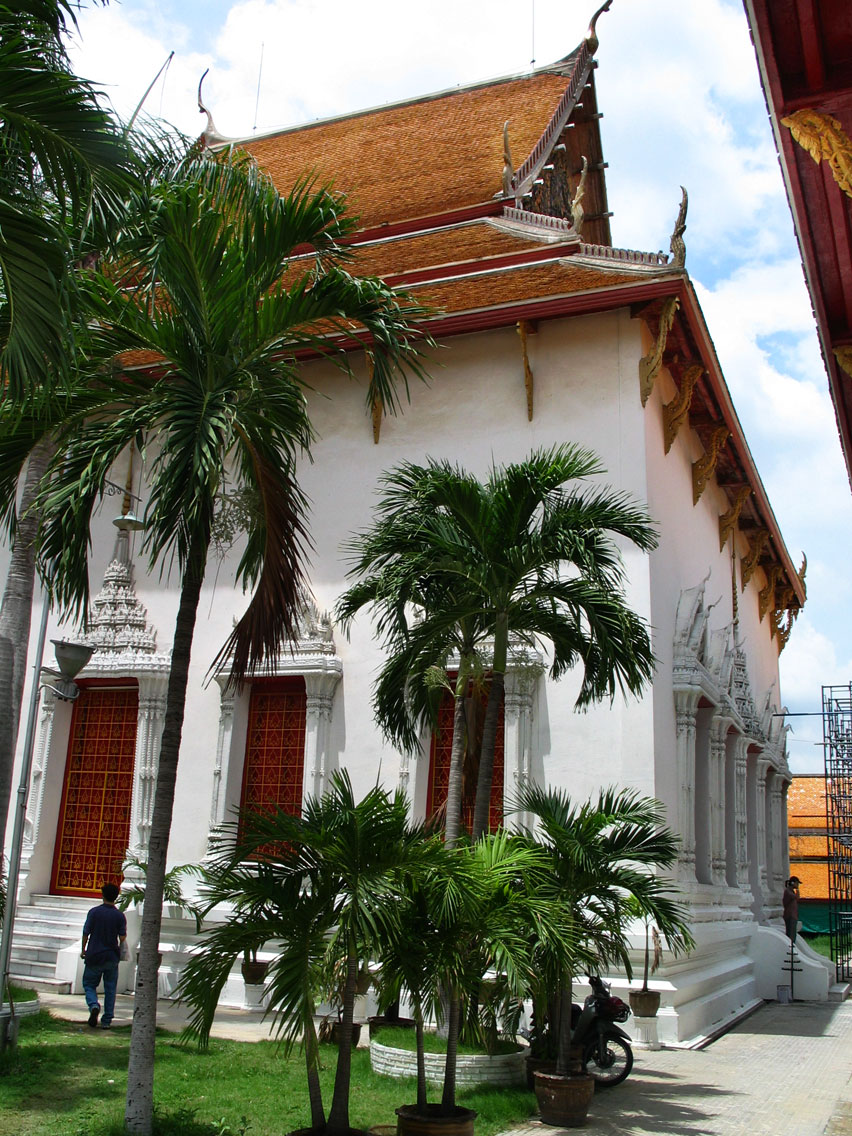
Un temple du complexe Wat Mahathat Yuwaratrangsarit
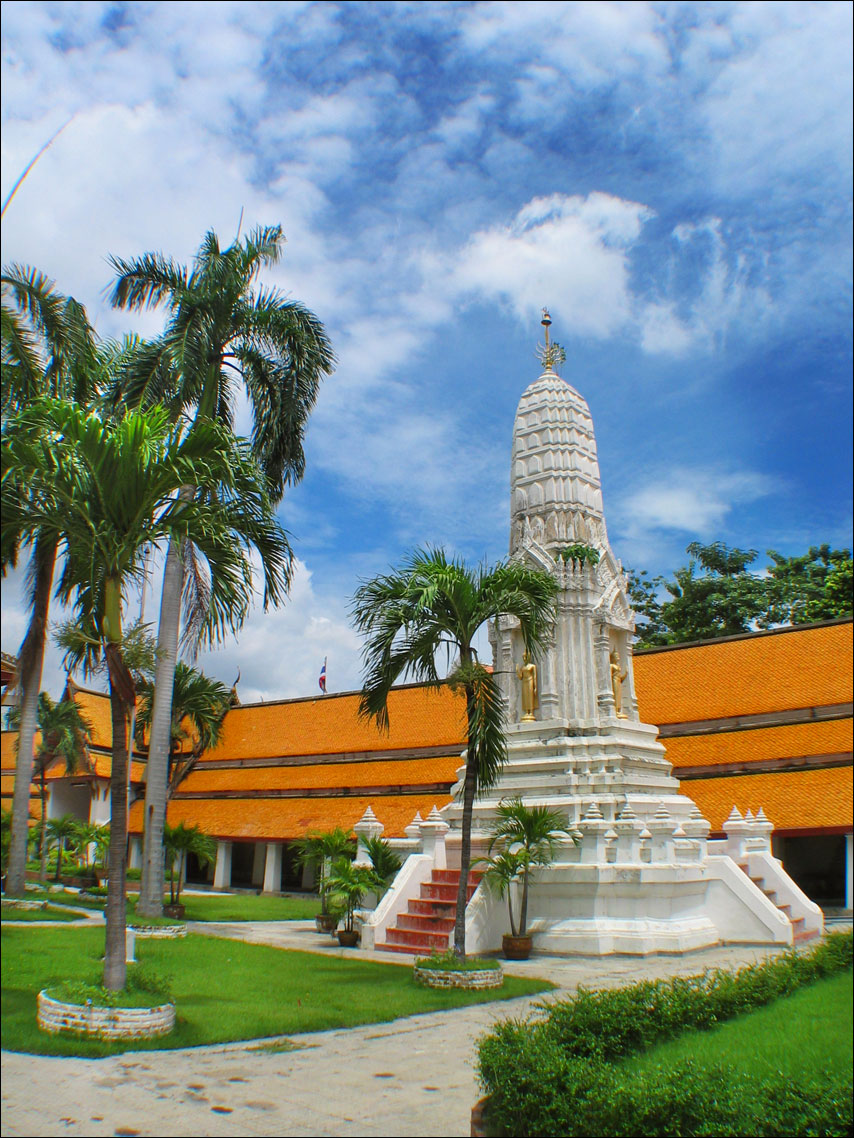
La pagode, située dans une cour intérieure
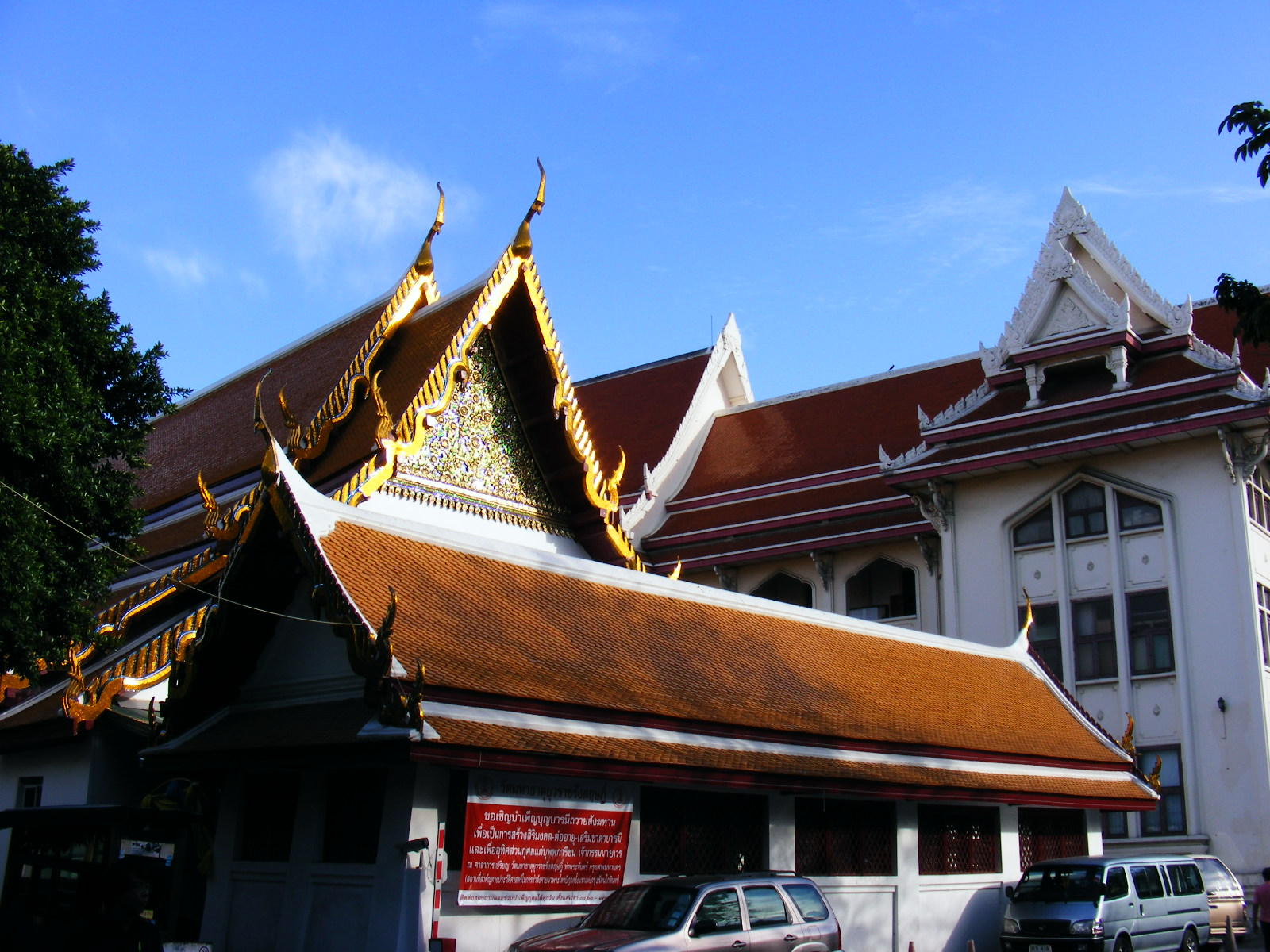
L'université de Mahachulalongkornrajavi-dyalaya
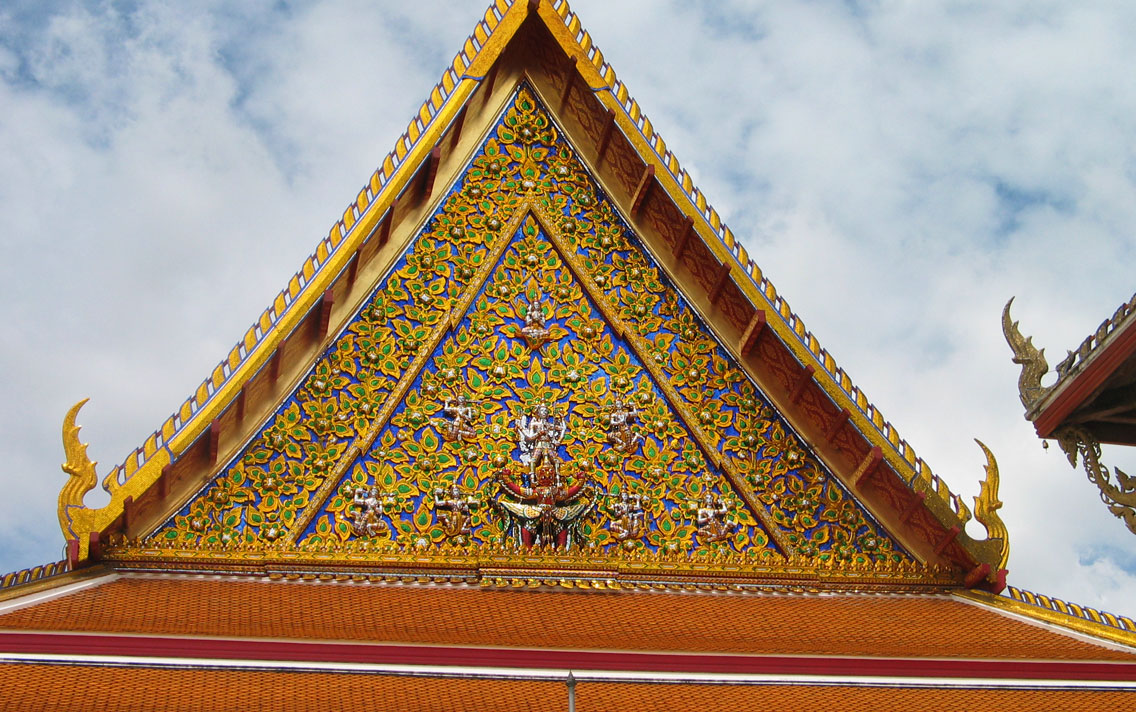
Le toit d'un temple de Wat Mahathat Yuwaratrangsarit
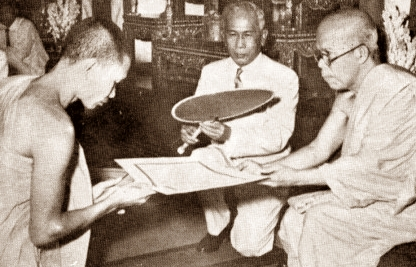
Premier Ministre Thaïlandais à l'heure dans le centre Phibul, rejoignant la cérémonie de fin d'études de la première classe de Mahachulalongkornrajavi.